# Боумен, Мэри Джин
Мэри Джин Боуман (17 октября 1908 — 4 июня 2002) — американский экономист, занимавшийся в основном экономикой образования.

## Личная жизнь и образование
Мэри Джин Боуман родилась 17 октября 1908 года в Нью-Йорке. Она выросла в Ньютон-центре, штат Массачусетс. В 1930 году она окончила Вассарcкий колледж с членством в Phi Beta Kappa. Два года спустя она получила степень магистра искусств в Рэдклифф-колледже, а в 1938 году - степень доктора философии в Гарвардском университете.
В 1942 году вышла замуж за экономиста Чарльза Арнольда Андерсона.

## Карьера
В 1930-е годы доктор Боуман занималась исследованиями и расследованиями в женской тюрьме штата Массачусетс. Первая работа Боуман после колледжа была в 1932 году, она работала городским руководителем Бюро статистики труда США. Три года спустя она стала преподавателем, а затем ассистентом профессора в Университете штата Айова, где она оставалась до 1943 года. Когда она преподавала в университете штата Айова, ее и других преподавателей под давлением молочной промышленности попросили поддержать идею о том, что «масло лучше для вас, чем маргарин». После этого, она, её муж, Теодор Шульц, Д. Гейл Джонсон и другие покинули университет в знак протеста.
В 1935—1936 учебном году она занимала должность директора отдела потребительских закупок Северо-Западного центрального региона Министерства сельского хозяйства США, а в 1941 году была приглашенным профессором Университета Миннесоты. В 1944-46 годах она была старшим экономистом в Бюро статистики труда. Боуман была научным сотрудником программы Фулбрайта в Швеции в 1956-1957 годах, а затем был контрактным исследователем ресурсов будущее до 1959 года.
Из-за того, что ее муж был преподавателем Чикагского университета, Боуман работала адъюнкт-профессором Чикагского университета, пока не получила назначение на факультет в 1958 году, в результате изменения правил в университете. В 1969 году она получила совместное назначение на экономический и педагогический факультеты университета.
Также Боуман работала приглашенным профессором в Югославии, Бразилии, Швеции, Лондонской школе экономики и во Всемирном банке.
Мэри Джин Боуман была единственной женщиной — членом исследовательского совета по социальным наукам, а в 1953 году она работала на национальном уровне в Американской ассоциации университетских женщин.
Используя данные из Соединенных Штатов, Мексики, Японии и Малайзии, Боуман исследовала влияние образования на экономическое развитие и распределение доходов, уделяя особое внимание взаимосвязи между рождаемостью и технологическими изменениями. Некоторые из ее более поздних работ исследуют ожидания и принятие бизнес-решений, особенно инвестиционных.

## Опубликованные работы
Мэри Джин Боуман написала шесть книг и более семидесяти пяти статей. Она была известна своими работами в области экономики образования. В 1940-х и 1950-х годах учебник, который она написала в соавторстве с Джорджем Лиландом Бахом, под названием «Экономический анализ и государственная политика», стал самым популярным учебником по экономике. Она исследовала и публиковала статьи по внутренним и международным экономическим вопросам, а также работала вместе со своим мужем над публикацией работ.